# Coccinella septempunctata
Coccinelle à sept points
Espèce
Synonymes
- Coccinella 7-punctata Linnaeus[1]

La coccinelle à sept points (Coccinella septempunctata) est une espèce de coccinelles de l'écozone paléarctique, courante en Europe. Surnommée « bête à bon Dieu » depuis le Moyen Âge, elle est perçue comme un porte-bonheur et a souvent des surnoms à connotation religieuse : « poulette de la Madone » en Italie, « scarabée de Marie » ou « petit veau du Seigneur » en allemand (en allemand : Marienkäfer ou Himmelskuchlichen), « bestiole ou oiseau de la Vierge » en anglais (en anglais : ladybug ou ladybird).

## Classification
Coccinella septempunctata est séparée en différentes sous-espèces et variétés principalement selon divers critères morphologiques et selon leur répartition géographique.

## Distribution et habitat
Espèce paléarctique, cette coccinelle est pléiotope (grande variété d'habitats) et sténophage, aussi vit-elle aussi bien dans les forêts, toundras, littoraux que dans les hautes montagnes mais elle privilégie les plaines cultivées où se concentrent les pucerons sur la végétation basse. Les populations japonaises sont considérées comme une sous-espèce distincte, Coccinella septempunctata brucki .

## Description
La longueur totale du corps va de 5,5 à 8 millimètres.
Les élytres sont rouges avec un rebord en gouttière élytrale, ils ont chacun 3 points noirs plus un point supplémentaire sur la jonction des deux (point sutural noir sur le sillon élytral à la jonction du scutellum, encadré par deux taches blanches de forme triangulaire), pour un total de sept, dont l’espèce dérive à la fois son nom vernaculaire et son nom scientifique (du latin septem = « sept » et punctus = « point »). Une tache blanche est présente derrière les yeux tandis que le thorax présente deux points blanc crème.

## Cycle de vie
Ces coléoptères hibernent en colonies au sol entre la mousse, l'herbe ou les feuilles. Lorsqu’ils s’installent dans des bâtiments, ils ne peuvent passer l’hiver à cause de l’air trop sec et trop chaud. Il y a une ou deux générations par an et les biotopes principaux sont les prairies, les champs, la steppe pontique-caspienne, les parcs, les jardins, les forêts de feuillus d'Europe occidentale et les forêts mixtes. L’espèce a été introduite en Amérique du Nord pour la lutte biologique contre les pucerons.
Quelques jours après l'accouplement, la femelle pond environ 400 œufs jaunes d'environ 1,3 mm de long sur des parties de plantes qui sont infestées de pucerons, souvent groupés en paquets d'une vingtaine d'éléments à la face inférieure des feuilles, puis elle les abandonne. Les larves d'un gris plombé avec des taches orange et noires, ornées de tubercules portant des épines, ont un mode de vie et un habitat similaires à l'adulte.
Ses ailes postérieures peuvent battre neuf fois à la seconde, lui permettant d'effectuer de longues migrations maritimes ou en altitude (jusqu'à 2 000 mètres d'altitude). Elle se repose en groupes (phénomène de diapause) une partie de l'été et en automne-hiver sous divers abris (pierres, excavation du sol, humus, écorce, maison) pour réapparaître au printemps : c'est le phénomène d'estivo-hivernation.

### Mécanismes de défense

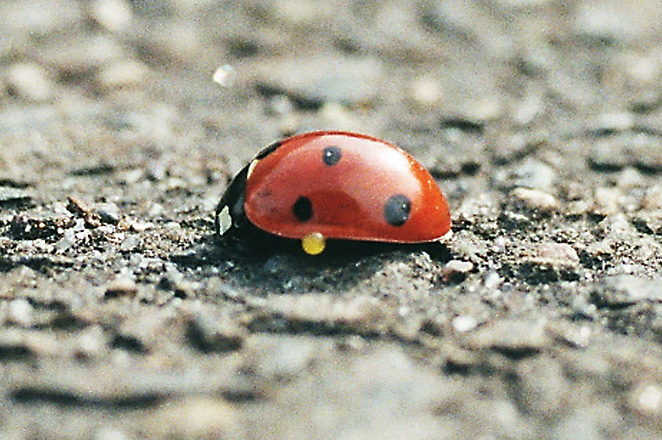
Comportement de défense d'une coccinelle à sept points exsudant via ses articulations de l'hémolymphe chargée d'alcaloïdes toxiques. Elle pratique l'autohémorrhée lorsqu'elle est menacée par un prédateur qui n'a pas associé sa couleur aposématique rouge pourtant bien visible à ce danger d'intoxication ou qui peut neutraliser ces alcaloïdes par détoxication.

Les coccinelles de cette espèce peuvent sécréter de l'hémolymphe chargée d'alcaloïdes légèrement toxiques (qui sort des articulations de ses pattes), dont le but est de leur donner un goût repoussant pour leurs prédateurs (phénomène d'autohémorrhée). Une coccinelle en danger peut aussi faire le mort (phénomène de thanatose).
Les coccinelles à sept points synthétisent des alcaloïdes toxiques, comme la N-oxide coccinelline et la précoccinelline ; selon leur sexe et leur régime alimentaire, la taille et la couleur de leurs points peuvent fournir aux prédateurs des indications sur la toxicité de leur proie.

### Prédateurs
Ses principaux prédateurs sont des petits rongeurs, des oiseaux et les araignées thomises. Mais, certains insectes, comme la mante religieuse ou certaines réduves comme la punaise assassin (Rhynocoris iracundus), dévorent les coccinelles à tous les stades de leur vie.
La Coccinelle asiatique, espèce invasive qui la concurrence au niveau de la nourriture[Quoi ?] mais peut aussi en être un prédateur, la menace dans plusieurs pays européens comme la France ou l'Angleterre.

### Régime alimentaire
Le régime alimentaire sténophage de la larve comme de l'adulte consiste en des proies herbivores au corps mou telles que des cochenilles, acariens ou larves d'insectes, parfois des spores de champignons, du nectar et des débris végétaux mais surtout les pucerons qui représentent 60 % de sa nourriture : elle peut en manger jusqu’à 100 par jour. Cette prédatrice vorace aphidiphage est utilisée par les jardiniers et des cultivateurs pour la lutte biologique. Elle a été introduite à cet effet, à partir des années 1950 aux États-Unis où elle est devenue l'emblème de six États : Delaware, Massachusetts, New Hampshire, Ohio, Pennsylvanie et Tennessee.

## Liste des sous-espèces
Coccinella septempunctata comprend les sous-espèces suivantes :
- Coccinella septempunctata brucki Mulsant, 1866
- Coccinella septempunctata septempunctata Linnaeus, 1758

## Galerie

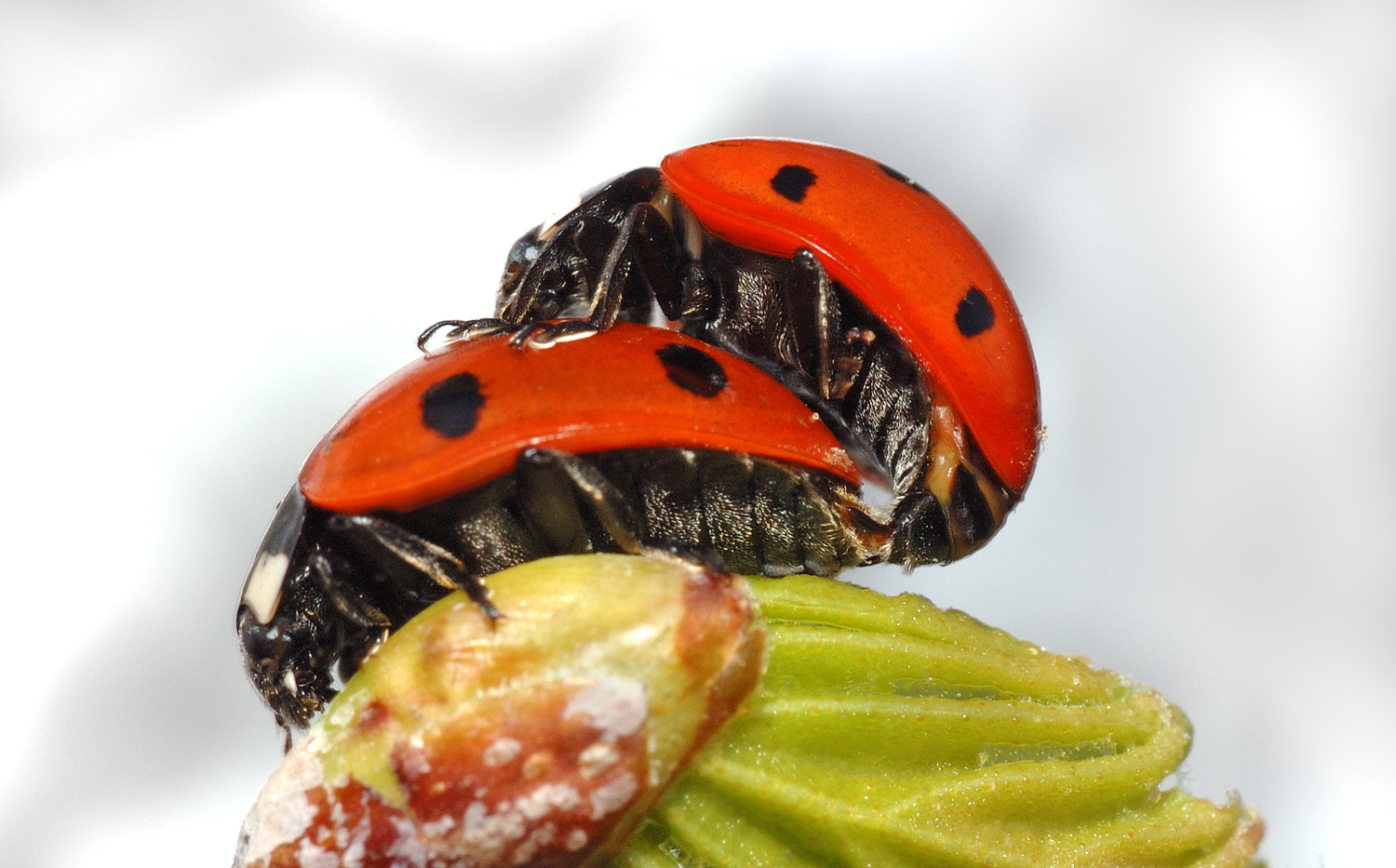
Accouplement
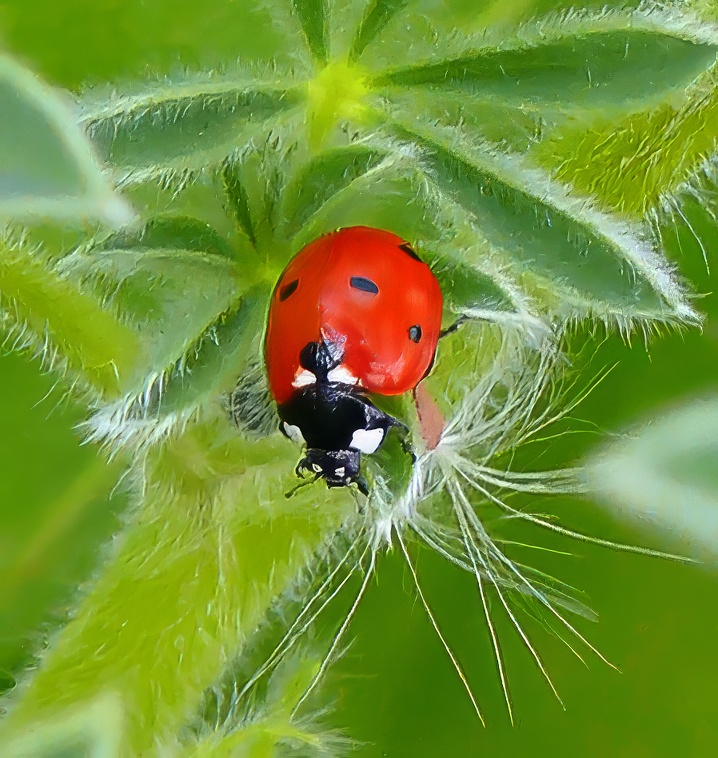
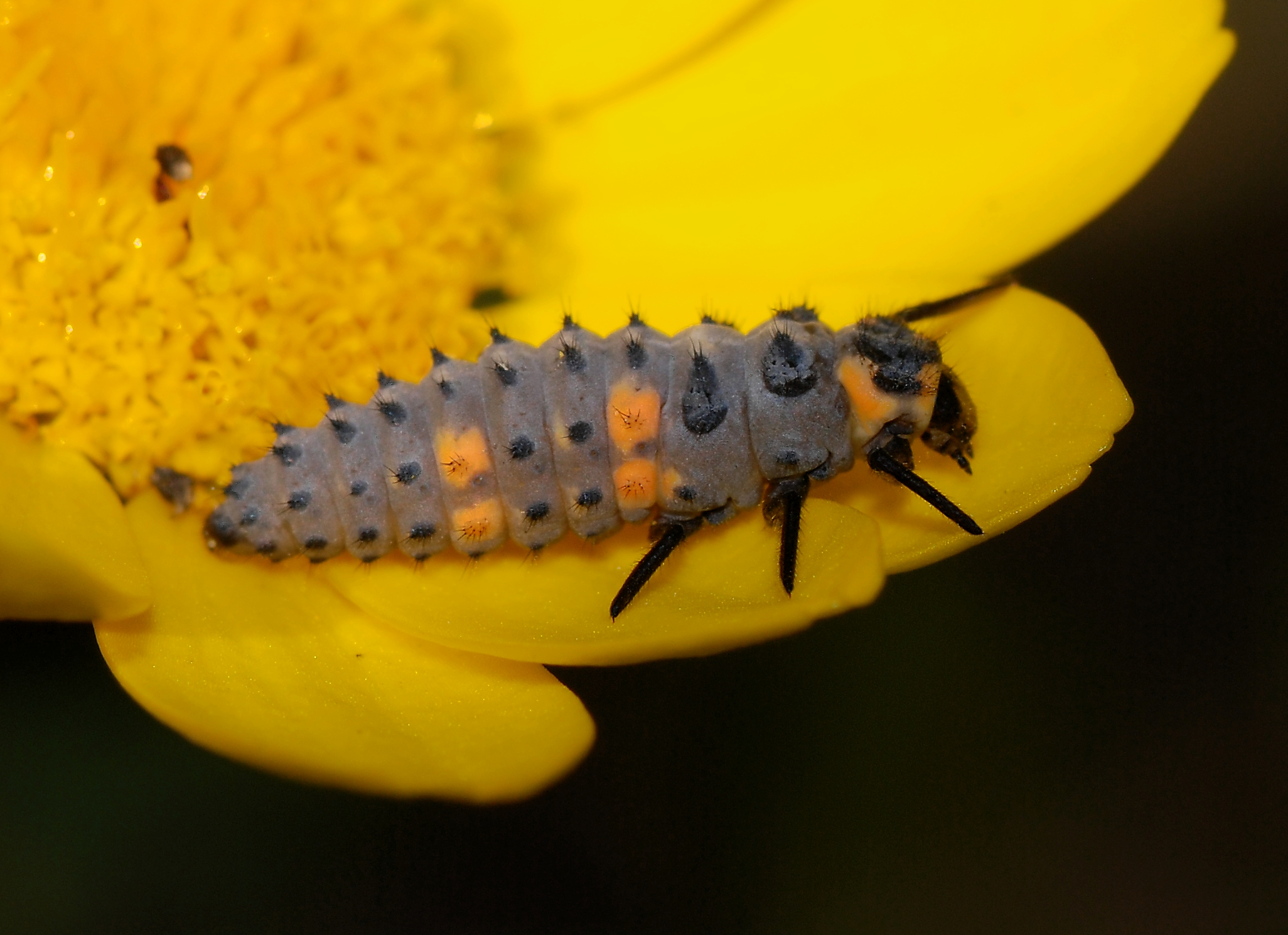
Larve
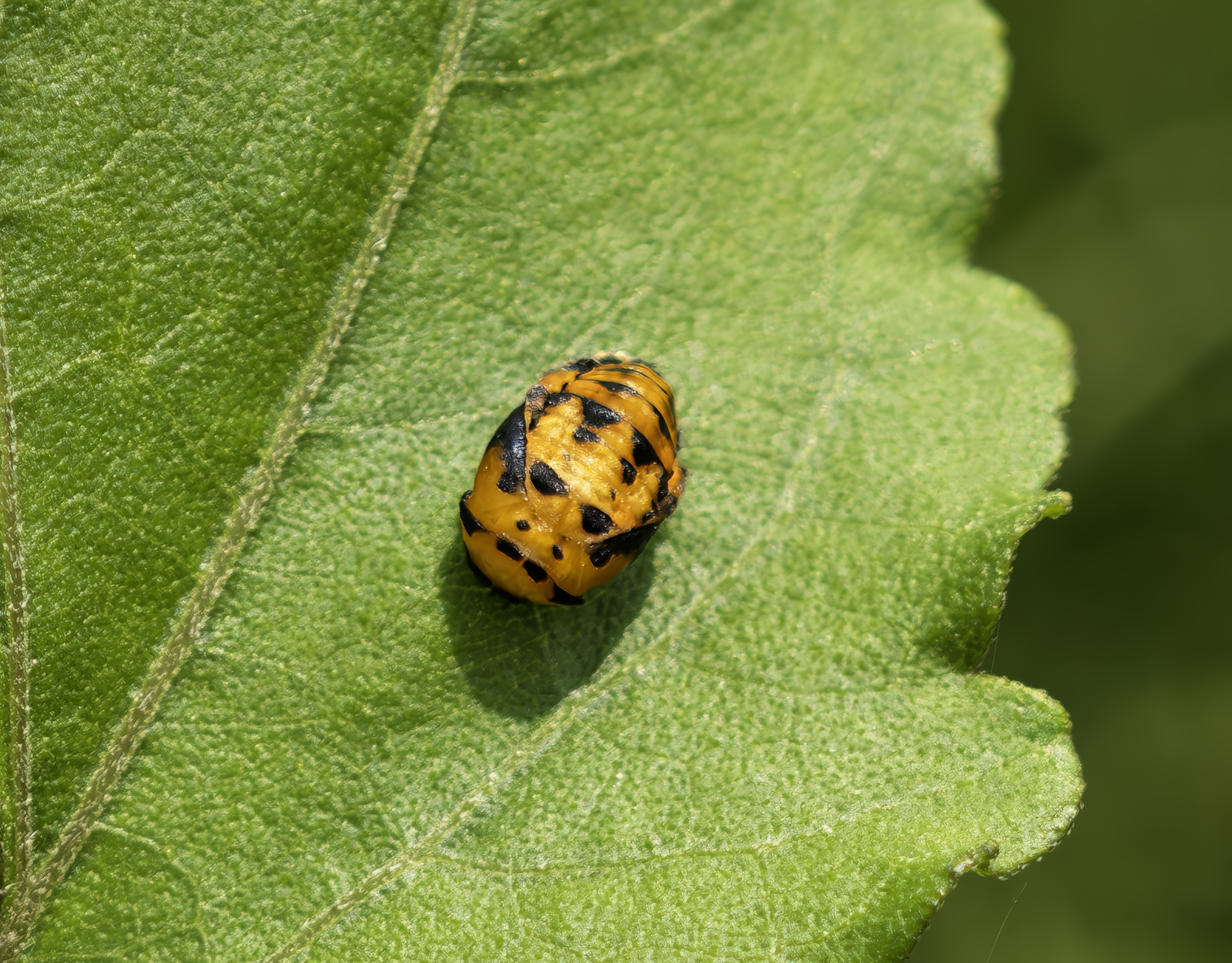
Pupa sur Xanthium orientale(Lampourde orientale)
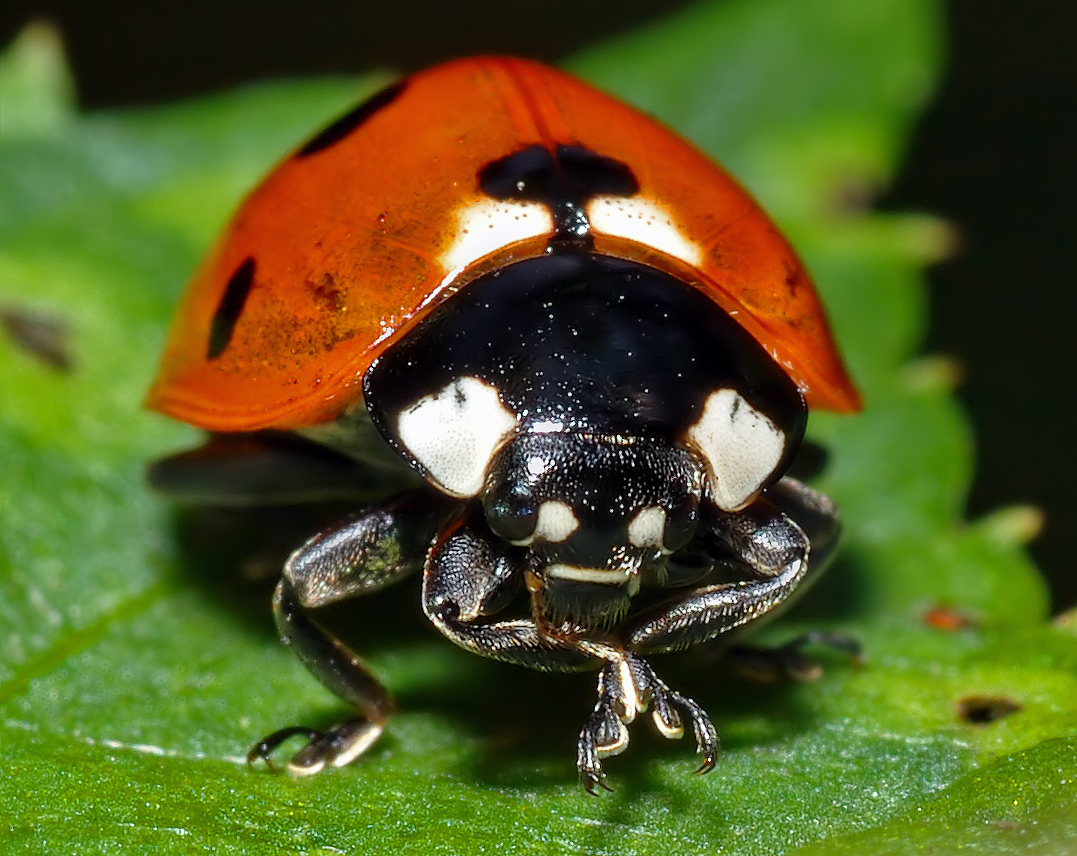
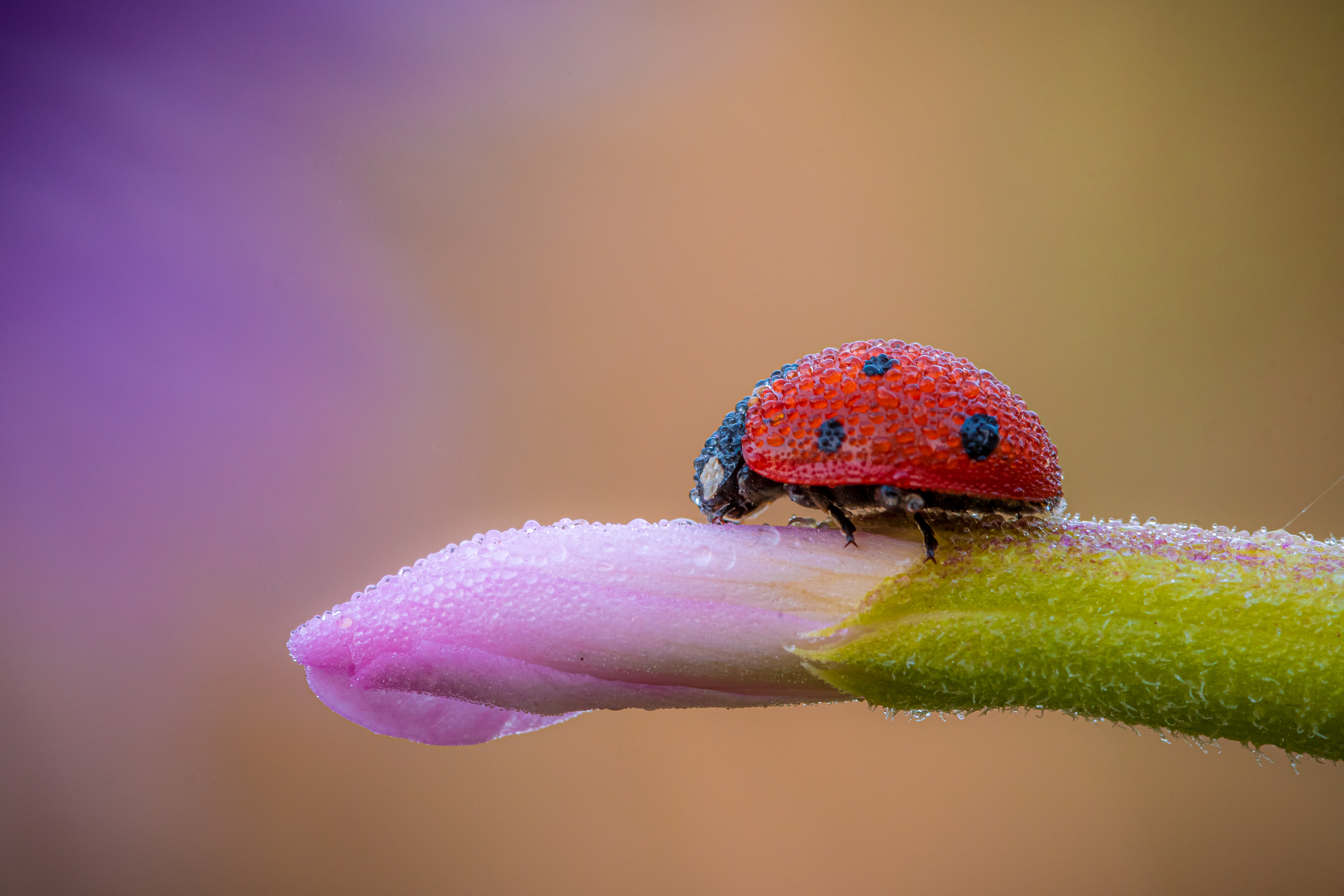